# تساشین
تساشین (به آلمانی: Zechin) یک شهر در آلمان است که در مرکیش-اودرلند واقع شده‌است. تساشین ۷۷۶ نفر جمعیت دارد.